# 빙 (음식)
빙(중국어 간체자: 饼, 정체자: 餅, 병음: bǐng)은 중국의 둥근 빵이다. 프랑스의 갈레트와 생김새가 비슷하다. 서양의 팬케이크나 인도의 로티와도 비슷한 점이 있다.

## 종류
빙은 점심에 패스트푸드로 주로 섭취된다. 하지만 완전한 식사로도 볼 수 있다. 빙은 많은 종류를 가지고 있다.
- 충유빙
- 라오빙
- 사오빙
- 포피아
- 젠빙

## 같이 보기
- 빙
- 로티
- 전
- 파전
- 난